# لاسلو بيرو
لاسلو بيرو (بالمجرية: Bíró László)‏ هو مصارع رياضي مجري، ولد في 9 يوليو 1960 في Tura, Hungary ‏ في المجر.

## وصلات خارجية
- لاسلو بيرو على موقع قاعدة بيانات المصارعة الدولية (الإنجليزية)
- لاسلو بيرو على موقع أوليمبيديا (الإنجليزية)
- لاسلو بيرو على موقع اللجنة الأولمبية المجرية (الهنغارية)